# Рибелен, Антони
Антони Рибелен (фр. Anthony Ribelin; 8 апреля 1996 года, Ним, Франция) — французский футболист, играющий на позиции полузащитника. Ныне выступает за французский клуб «Ренн».

## Клубная карьера
Антони является воспитанником академии «Монпелье», в которой он тренировался с десяти лет. С 2014 года выступал за вторую команду. Начиная с сезона 2014/15 привлекался к основному составу «Монпелье». 9 августа 2014 года дебютировал в Лиге 1 в поединке против «Бордо», выйдя на замену на 71-й минуте вместо Виктора Монтаньо. Всего в дебютном сезоне провёл семь встреч, выходя во всех на замену.
В сезоне 2015/16 сыграл лишь один матч. 21 июня 2016 года подписал контракт с «Ренном» сроком на три года.

## Карьера в сборной
Вызывался в юношеские сборные Франции различных возрастов, но участвовал лишь в товарищеских поединках.